# Orah (plod)
Orah (lat. nux) i oraščić (lat. nucula) u botanici su suhi jednosjemeni plodovi tvrdog i drvenastog usplođa koje nije srašteno sa sjemenkom.
Orašasti plod je plod sastavljen iz tvrde ljuske i sjemenke, koja je uglavnom jestiva za čovjeka. Ipak, u općem smislu, veliki broj sušenih sjemenki se također nazivaju orasi, ali u botaničkom aspektu postoji i dodatni uvjet da bi se oni ubrajali u orašaste plodove, između ostalih i da se ljuska ne otvara kako bi ispustila sjeme. U mnogim jezicima, prevođenje riječi „orah” često zahtijeva parafraziranje, jer je u tim jezicima ona općenita ili višeznačna.
Opća i izvorna uporaba pojma orašasti plodovi manje je restriktivna, a mnogi orašasti plodovi, poput brazilskog oraha (Bertholletia excelsa), pekan oraha (Carya illinoinensis), badema (Prunus dulcis), pistacija (Pistacia vera) i običnog oraha (Juglans spp. ), nisu orašasti plodovi u botaničkom smislu. Uobičajena uporaba izraza često se odnosi na jestivu jezgru takvog voća u tvrdoj ljusci.